# Cieli puliti
Cieli puliti (in russo Чистое небо?, Čistoe nebo) è un film del 1961 diretto da Čuchraj. 
Pellicola sovietica che appartiene ai cosiddetti film del disgelo, ovvero dell'epoca post-stalinista.

## Trama
La vicenda si svolge in Unione Sovietica negli anni 1940-1950.
Il pilota e soldato Aleksej Astachov viene catturato dall'esercito nemico durante la seconda guerra mondiale ma riesce a scappare. Durante la guerra aveva sposato una giovane russa, Saša L'vova che alleverà il figlio da sola. Una volta libero, Aleksej fa ritorno in Russia ma per lungo tempo rimane senza lavoro. Aleksej verrà riabilitato e troverà lavoro solo dopo la morte di Stalin.

## Riconoscimenti
- 1961 – Festival di Mosca
  - Gran Premio